# Црно (Задар)
Црно (хорв. Crno) — населений пункт у Хорватії, в Задарській жупанії у складі міста Задар.

## Населення
Населення за даними перепису 2011 року становило 537 осіб.
Динаміка чисельності населення поселення:

## Клімат
Середня річна температура становить 14,35 °C, середня максимальна – 27,92 °C, а середня мінімальна – 1,17 °C. Середня річна кількість опадів – 868 мм.
| Клімат поселення                              | Клімат поселення | Клімат поселення | Клімат поселення | Клімат поселення | Клімат поселення | Клімат поселення | Клімат поселення | Клімат поселення | Клімат поселення | Клімат поселення | Клімат поселення | Клімат поселення | Клімат поселення |
| Показник                                      | Січ.             | Лют.             | Бер.             | Квіт.            | Трав.            | Черв.            | Лип.             | Серп.            | Вер.             | Жовт.            | Лист.            | Груд.            |                  |
| Середній максимум, °C                         | 10,70            | 11,30            | 14,14            | 17,22            | 21,78            | 25,48            | 27,92            | 27,54            | 23,57            | 19,36            | 14,16            | 11,00            |                  |
| Середня температура, °C                       | 5,94             | 6,51             | 9,36             | 12,43            | 17,00            | 20,70            | 24,06            | 23,65            | 19,68            | 15,47            | 10,28            | 7,11             |                  |
| Середній мінімум, °C                          | 1,17             | 1,75             | 4,59             | 7,67             | 12,24            | 15,93            | 20,16            | 19,78            | 15,80            | 11,60            | 6,40             | 3,25             |                  |
| Норма опадів, мм                              | 73               | 62               | 65               | 70               | 67               | 55               | 31               | 49               | 97               | 105              | 102              | 92               |                  |
| Середньомісячна швидкість вітру, м/с          | 2.85             | 2.98             | 3.16             | 3.01             | 2.60             | 2.43             | 2.45             | 2.33             | 2.54             | 2.67             | 3.25             | 3.13             |                  |
| Середньомісячна сонячна радіація, кДж/м²·день | 4985             | 7755             | 11431            | 16292            | 20507            | 22602            | 24312            | 21141            | 15662            | 9950             | 5396             | 4255             |                  |
| --------------------------------------------- | ---------------- | ---------------- | ---------------- | ---------------- | ---------------- | ---------------- | ---------------- | ---------------- | ---------------- | ---------------- | ---------------- | ---------------- | ---------------- |
| Джерело:                                      |                  |                  |                  |                  |                  |                  |                  |                  |                  |                  |                  |                  |                  |